# Frontinella hubeiensis
Frontinella hubeiensis är en spindelart som beskrevs av Li och Song 1993. Frontinella hubeiensis ingår i släktet Frontinella och familjen täckvävarspindlar. Inga underarter finns listade i Catalogue of Life.